# Хименес, Оскар Франсиско
Оскар Франсиско Хименес Фабела (исп. Oscar Francisco Jiménez Fabela; 12 октября 1988, Чиуауа, Мексика) — мексиканский футболист, вратарь клуба «Америка».

## Клубная карьера
Хименес начал профессиональную карьеру в клубе «Индиос». В 2010 году он перешёл в «Крус Асуль Идальго», но не сыграв ни одного матча, присоединился к Лобос БУАП. 10 марта 2011 года в матче против «Веракрус» Оскар дебютировал за новую команду. В своём третьем сезоне он выиграл конкуренцию и стал основным вратарём команды.
Летом 2013 года Оскар перешёл в «Чьяпас». 10 августа в матче против «Керетаро» он дебютировал в мексиканской Примере.
В начале 2017 года Хименес перешёл в столичную «Америку», заменив ушедшего в «Чьяпас» на правах аренды Мойсеса Муньоса. Был дублёром сначала Агустина Марчесина, а затем — Гильермо Очоа. За первые два с половиной сезона не сыграл ни одного матча в чемпионате, однако выходил на поле в национальном кубке и континентальных турнирах. В августе 2019 года сыграл первый матч за «Америку» в чемпионате.